# Pallare
Pallare är en ort och kommun i provinsen Savona i regionen Ligurien i Italien. Kommunen hade 926 invånare (2018).